# Mode (habillement)
Pour les articles homonymes, voir mode et fashion (homonymie).

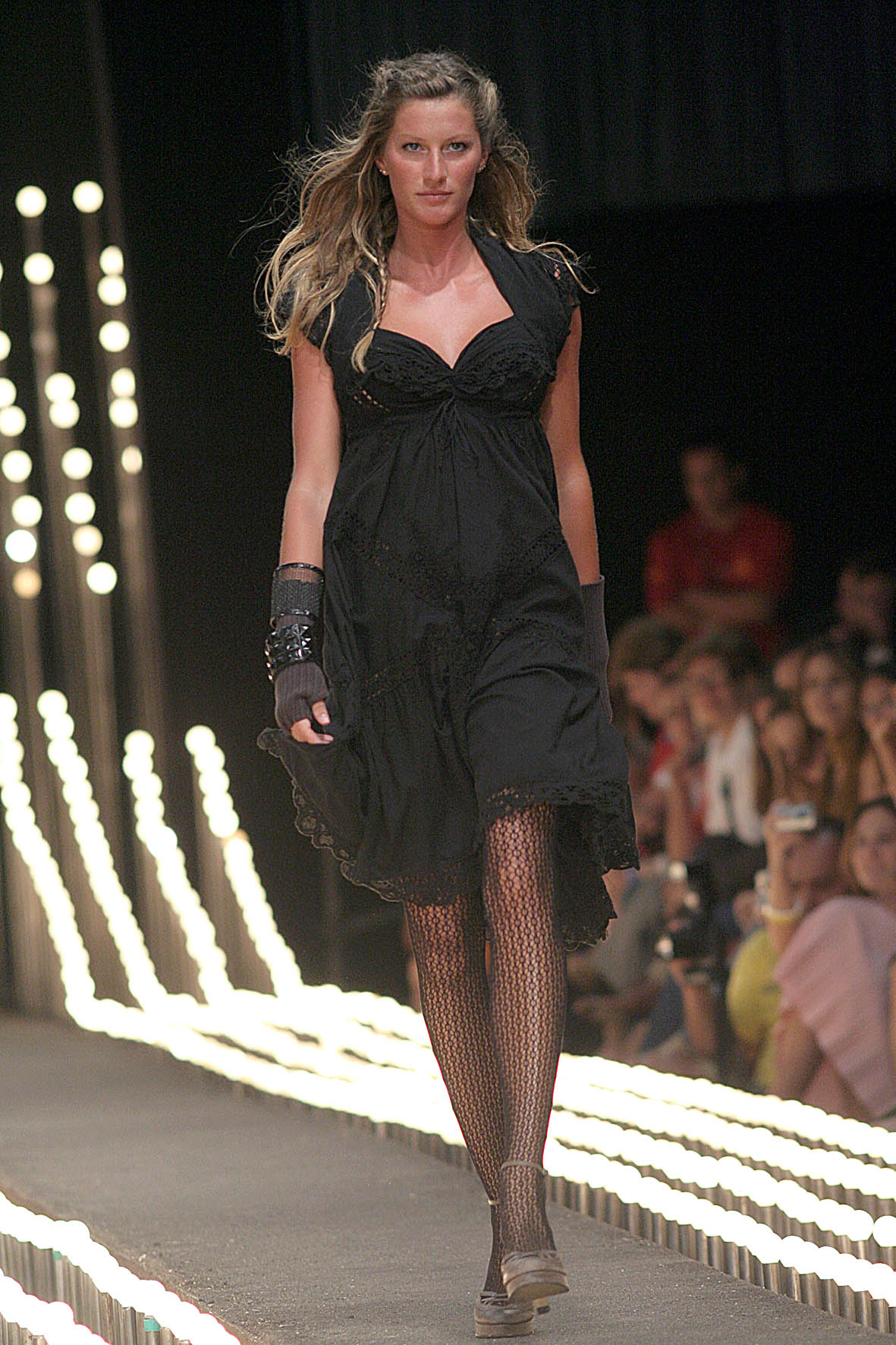
Gisele Bündchen défilant en 2006.

La mode (ou les modes), et plus précisément la mode vestimentaire, désigne la manière de se vêtir, conformément au goût d'une époque dans une région donnée. C'est un phénomène impliquant le collectif, à travers la société, le regard qu'elle renvoie, les codes qu'elle impose et le goût individuel.
La mode est l'une des plus puissantes industries du monde : elle représente 6 % de la consommation mondiale et elle est en croissance constante.
La mode concerne non seulement les vêtements mais aussi les accessoires, le maquillage, le parfum et même les modifications corporelles.
Les facteurs déterminants de la mode sont parfois une recherche esthétique (notamment pour les grands créateurs). Néanmoins, elle est aussi influencée par d'autres facteurs. Pour ceux qui la suivent, elle constitue un moyen d'affirmer leur rang social, leur appartenance à un groupe, leur pouvoir d'achat ou leur personnalité. Pour les créateurs qui imitent, elle peut être un moyen commode de gagner de l'argent et du succès.
L'une de ses caractéristiques vient de son changement incessant, incitant par là même à renouveler le vêtement avant que celui-ci ne soit usé ou inadapté. On dit que la mode est éphémère. Elle touche tous les milieux et tous les domaines.

## Historique

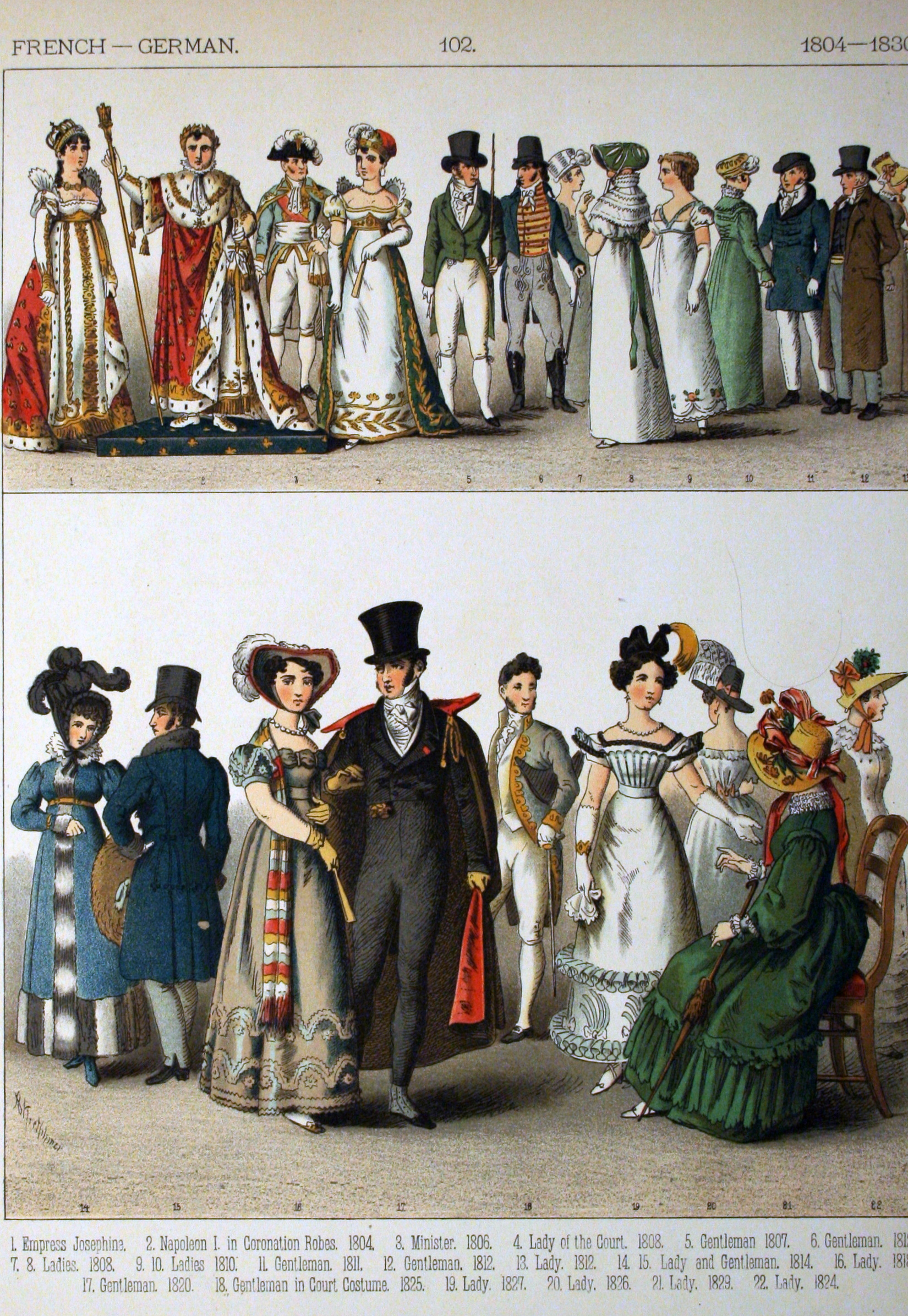
Mode vestimentaire en France et en Allemagne entre 1804 et 1830.

La notion de mode ne saurait être appréhendée sous un angle utilitariste, elle dépasse largement la nécessité de se vêtir. La mode existe depuis l'Antiquité. Le terme latin « modus » signifie à peu près la même chose qu'aujourd'hui et au Moyen Âge le mot « mode » avait déjà un sens proche de celui qu'on lui donne aujourd'hui. Tous les livres sérieux sur l'histoire de la mode remontent à la plus haute Antiquité, comme Histoire du Costume de François Boucher (1965). 

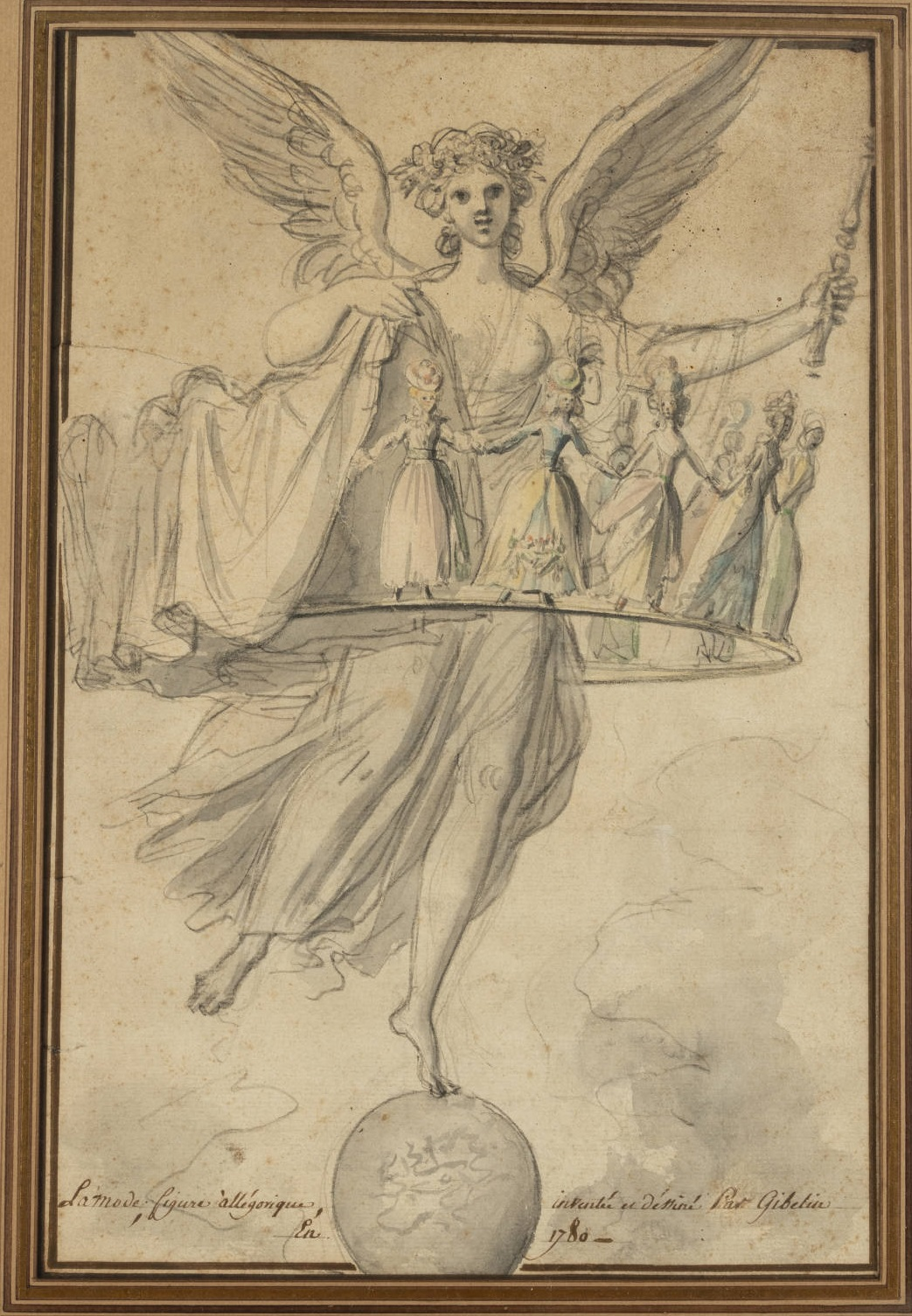
Esprit Antoine Gibelin, Figure allégorique de la Mode, 1780.

Le XVIIIe siècle marque la naissance des premiers magazines de mode, notamment des gazettes peu illustrées. Cependant, des ouvrages sur la mode existaient déjà auparavant. La Galerie des modes et costumes français est ainsi publiée dès 1778. Livres, gravures, poupées de mode pandores sont quelques moyens permettant aux nouvelles tendances de se répandre. Les poupées de France sont des figurines habillées que les dames prennent plaisir à se présenter et à s'échanger entre elles à l'occasion de rencontres[réf. nécessaire] afin de découvrir et de faire découvrir la mode qui ne dispose pas encore de canaux de diffusion à grande échelle.
Au début du XIXe siècle, les premiers magasins de vêtements à prix réduit[pas clair] voient le jour. C'est en tout cas l'émergence des grands magasins, thème qui a servi d'inspiration à Émile Zola dans son roman Au Bonheur des Dames.
Charles Frederick Worth aurait le premier eu l'idée, vers 1858, de faire défiler ses modèles sur de vraies femmes (alors appelées « sosies ») dans des salons où les clientes venaient choisir.
Depuis des siècles, chaque génération possède sa nouvelle mode vestimentaire et ses élégants : fringants, coqueplumets, mignons, précieuses, muguets, petits-maîtres, merveilleuses, incroyables, dandys, gommeux, garçonnes, zazous, branchés, etc..

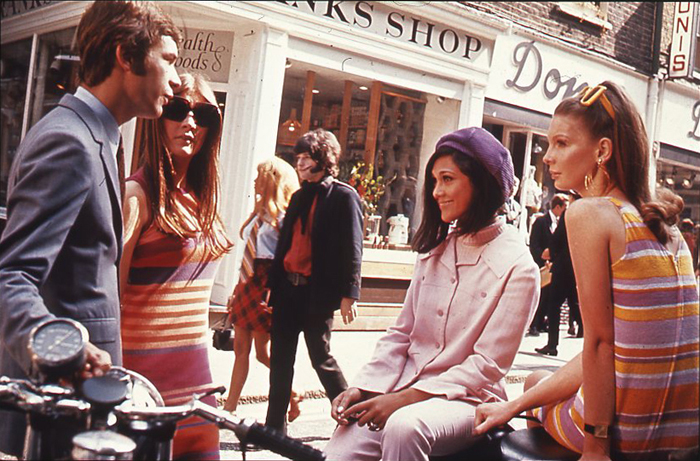
De jeunes Londoniens dans les années 1960.

Le vêtement, lui, est apparu pour des raisons initialement fonctionnelles : de nouveau pour se protéger des intempéries et des agressions extérieures mais également pour protéger son corps du regard des autres en respectant la pudeur et en ménageant les attitudes de séduction. Puis, au fur et à mesure, il a été étoffé, décoré, et accompagné d'accessoires. On va commencer à porter des bijoux, à se maquiller et à se parfumer ; c'est à ce moment qu'on ne parle plus seulement de vêtement, qui a d'abord un but fonctionnel, mais de mode, qui a des fins plus séductrices[réf. nécessaire].
À la fin du XIXe siècle, l'essor de la mode est en grande partie lié à trois principaux facteurs constitutifs de la société de consommation contemporaine :
1. la production en série, qui permet de dupliquer des articles en grande quantité ;
2. la naissance d'une première forme de classe moyenne urbaine résultant de l'exode rural ;
3. la diffusion massive de la presse, qui constitue un relai de premier ordre.

La mode est un phénomène multifactoriel. Elle combine des aspects créatifs, médiatiques, industriels et commerciaux, ce qui en fait un élément complexe de la société. Avec le développement des moyens de communications et des transports, toutes les créations dans le domaine de l'habillement sont accessibles à la majorité des gens, tous groupes sociaux confondus.
Depuis le milieu du XXe siècle, la mode s'est petit à petit construit une image de phénomène de société incontournable. Les couturiers, tel Paul Poiret au début du siècle évoqué, puis Madeleine Vionnet, Cristóbal Balenciaga, Christian Dior, Yves Saint Laurent, Hubert de Givenchy, Pierre Cardin et Coco Chanel ou André Courrèges, Nina Ricci et, plus récemment, Thierry Mugler, Giorgio Armani, Gianni Versace, Christian Lacroix, Helmut Lang, Miuccia Prada, Jean-Paul Gaultier ou Tom Ford, sont devenus des personnages publics. Ils se sont progressivement transformés en créateurs de tendances pour les grands noms de la distribution internationale. Leur rôle est ainsi devenu plus proche du public consommateur ordinaire. Le paradoxe restant que leur notoriété les classe parmi les célébrités.

## La mode au XXIe siècle

### Conception d'une collection

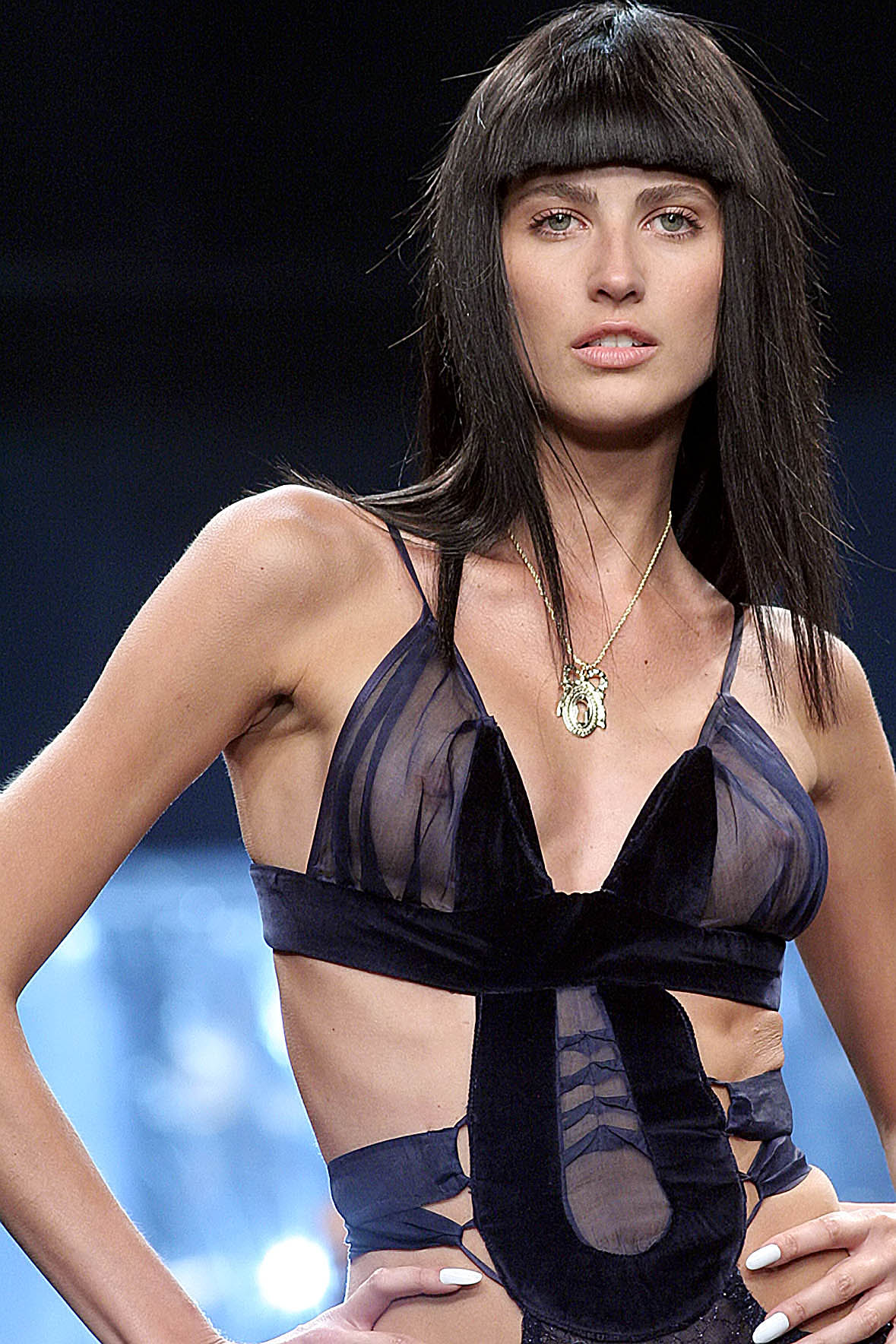
Michelle Alves, Rio, 2006

Dans les pays tempérés, la mode est renouvelée selon un système de saisons couvrant une période de six mois : Automne/Hiver et Printemps/Été. Avant que les collections n'arrivent dans les boutiques, un gros travail d'équipe est fourni. Les collections sont conçues six à huit mois à l'avance.
De plus en plus de compagnies font même jusqu'à quatre collections par an : Automne/Hiver, Holiday (collection des fêtes), croisière ou Early Spring et finalement Printemps/Été. Cela permet d'augmenter les ventes.
La première étape consiste à chercher des indices, à flairer la mode de demain. Avec ce regroupement d'informations, un carnet de tendances est monté, plus communément appelé par son nom anglais « trend book ».
Pour cette chasse aux idées, il existe plusieurs terrains incontournables. Il y a d'abord les salons de mode tels que Première Vision et Tex World à Paris, Pitti Uomo et Pitti Immagine à Florence et à Milan où il y a un nombre incroyable de salons. Il y a aussi les défilés de mode. Mais le moyen le plus accessible est le « lèche-vitrine » et regarder les gens dans les rues. Pour cela, les détails intéressants de vêtements des passants peuvent être photographiés, ou même des fashion buyers vont acheter des vêtements et accessoires dans diverses boutiques.
Ensuite, un compte rendu des différents éléments trouvés est établi, et les regroupements d'idées se mettent en place : les thèmes. Chacun de ces thèmes comprend différentes matières, différentes formes de vêtements et des détails particuliers.
Ainsi, chaque page d'un carnet de tendances sera munie d'un échantillon textile, de dessins techniques détaillés, d'une illustration de mode (figurine) et, éventuellement, de photos références. Ils seront exposés dans les salons de mode des saisons suivantes ou vendus directement à des marques. Ces trend books peuvent anticiper la mode sur deux à trois saisons, c’est-à-dire qu'en automne/hiver 2005, les trend books printemps/été 2006 sont présentés, ceux d'automne/hiver 2006/2007 sont en cours de finition et les recherches pour printemps/été 2007 ont commencé.
Un trend book est un regroupement d'idées, aucune collection n'y est créée. Le styliste l'utilise pour créer sa propre collection en ne s'inspirant que des éléments qui l'intéressent. De manière consciente ou non, il est influencé par les films, les clips vidéo, l'actualité artistique et culturelle, mais aussi la situation économique et sociale les innovations technologiques, et par l'évolution des mœurs et des normes mouvantes.
Exemple de créateurs de trend books : NellyRodi, PeclersParis ou Promostyl (Paris), Les Garçons - 2G2L (Paris) A+A (Milan).

#### Création

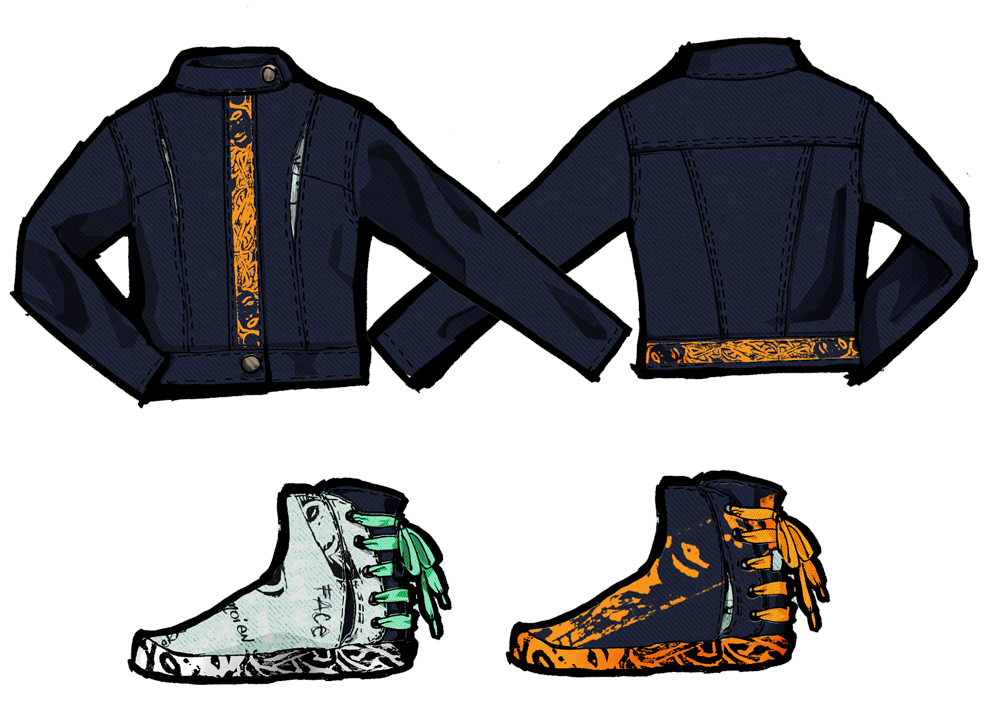
Exemple de dessins techniques.

Une fois que les idées et thèmes ont été choisis, les stylistes vont créer leurs collections avec une saison d'avance, voire deux. Il faut sélectionner les idées et tissus définitifs, prévoir les imprimés ou broderies, et les petits accessoires (attaches, boutons, clips, etc.). Ils vont ensuite monter une collection qui comprend comme dans le trend books plusieurs groupes différents. Par exemple, pour un thème sur la magie, une dizaine de pièces (vêtements) sera réalisée avec pour idée la sorcellerie, une autre partie sur les fées, une autre sur les baguettes magiques, etc. Dans une collection, selon l'ampleur de la marque, il peut y avoir deux à six groupes.
Les stylistes s'assurent que la collection est équilibrée (les différents éléments sont coordonnés et il y a un peu plus de hauts que de bas).
Chaque modèle est représenté par un dessin technique indiquant clairement tous les détails, avec une vue de face et de dos, voire de côté quand il a des éléments à préciser.
Une fois ce travail terminé, la présentation sera faite sous forme de dessins techniques accompagnés pour chacun d'un échantillon textile ou de la référence du tissu choisi. Chaque groupe est illustré pour véhiculer l'état d'esprit.
Le modéliste prend à son compte les dessins techniques afin de réaliser un patronage du vêtement. À cette étape se produisent de fréquents allers-retours entre le modéliste et le styliste afin d'ajuster le souhait aux contraintes de la réalité.
Enfin, le modéliste monte les prototypes qui permettent de voir si les modèles ont le rendu voulu. Il est alors encore possible de les améliorer. La partie création est terminée une fois que les dernières modifications sont faites.

#### De la confection à la commercialisation
Une fois que le patron de chaque prototype a été réalisé par le modéliste, une phase d'industrialisation intervient. Il s'agit le plus souvent du travail du patronnier et du gradeur.
Le patronnier est chargé, à partir du patron comportant les pièces principales du vêtement, de créer l'ensemble des pièces techniques annexes telles que les doublures, certains thermocollants, ainsi que les gabarits de montage.
Le gradeur est chargé de dériver du modèle réalisé dans une taille de référence, la taille de base, un modèle décrit dans toutes les tailles à produire.
Une fois que le patron de chaque modèle a été industrialisé, le vêtement est produit en plus ou moins grande quantité selon la distribution prévue. C'est la « confection de vêtement ». Les vêtements sont ensuite emballés et expédiés dans les différents points de vente.
Certains modèles peuvent avoir été créés spécialement pour un défilé de mode afin de mettre en avant la collection de la marque en question. Dans une collection, environ 20 % des modèles ne seront jamais commercialisés.

### Mode et éthique
La mode et l'habillement mettent en exergue les inégalités et les paradoxes Nord / Sud.
La plupart des produits textiles sont fabriqués dans le Tiers monde, et particulièrement en Asie. Certains matériaux utilisés sont parmi les plus polluants du monde. La culture du coton, par exemple, utilise 28 % des pesticides mondiaux, alors qu’il ne représente pas plus de 2,5 % des terres cultivées. Cette situation soulève de graves problèmes, tant au regard de l'impact environnemental local qu'au niveau des conséquences humaines et sanitaires sur les populations concernées. D'où des nouvelles alternatives étaient créées comme le concept de la mode éthique.
Les industries textiles du Tiers-Monde font largement appel au travail des enfants. Selon l'Organisation internationale du travail, un enfant sur six travaille à travers le monde. Les enfants qui travaillent dans les usines de textile sont exposés aux produits chimiques. Dans l'industrie du tapis ou du tissage, les enfants sont entassés dans des lieux sombres et pollués de poussières de laine. Ils abîment leurs yeux et leurs poumons. Les enfants chiffonniers sont souvent atteints de maladie de peau.

## Stylistes et créateurs

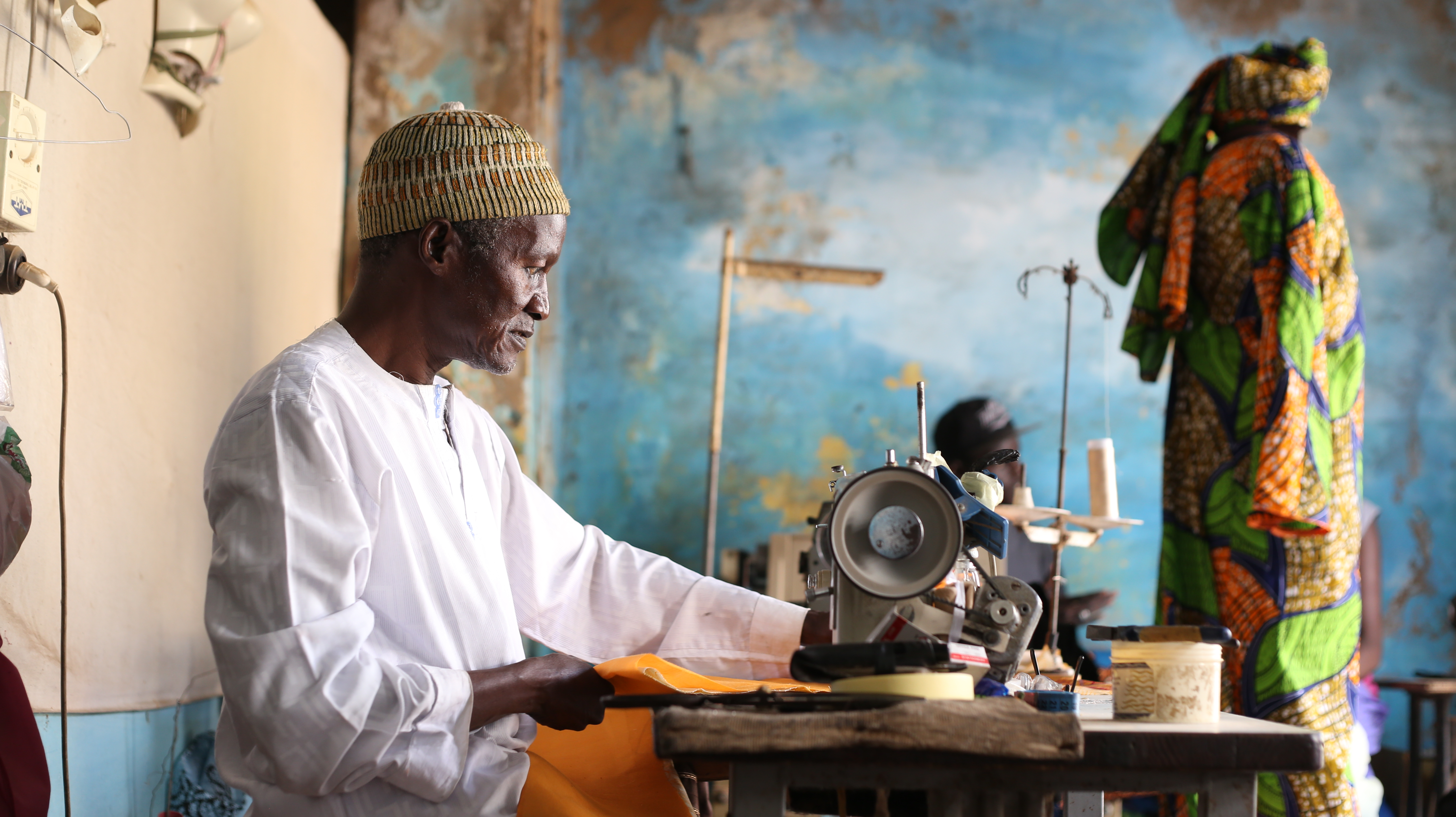
Créateur de mode à Saint-Louis (Sénégal)

## Écoles de mode
La mode est devenue aujourd'hui une discipline à part entière, et pour maîtriser cet art, un bon nombre de stylistes sont passés par des écoles de mode. Pourtant, à Paris capitale de la mode, trois cents diplômés sortent des écoles spécialisées tous les ans mais moins de dix — par décennie — resteront sur le devant de la scène.

## Mode et réseaux sociaux
Les réseaux sociaux ont pris leur place dans le développement des images de mode à l'exemple des Instagirl qui font du placement de produit de mode, entre autres, via un compte numérique[réf. nécessaire].

### Filmographie

#### Documentaires
- Fashion !, série documentaire (2012)
- Dégrafées, déboutonnées, dézippées (Unzipped, 1995) de Douglas Keeve
- Mode in France (1985) de William Klein

Fictions
- Falbalas (1945) de Jacques Becker
- La Femme modèle (1957) de Vincente Minnelli
- Prêt-à-porter (1994) de Robert Altman
- Le diable s'habille en Prada (2006) de David Frankel
- Fashion victime (2001) de Andy Tennant
- Coco avant Chanel (2009) d'Anne Fontaine